# Bertha Luján Uranga
Bertha Elena Luján Uranga (Chihuahua, Chihuahua; 18 de septiembre de 1950) es una contadora pública y política mexicana, miembro del Movimiento Regeneración Nacional. Fue titular de la Contraloría general del Distrito Federal durante la administración de Andrés Manuel López Obrador como jefe de Gobierno de la Ciudad de México (2000-2006) y fungió como secretaria general de Morena de 2012 a 2015, diputada de la Asamblea Constituyente de la Ciudad de México de 2016 a 2017. Y presidenta del Consejo Nacional de Morena de 2015 a 2022.

## Biografía

### Trayectoria académica
Bertha Elena Luján Uranga es contadora pública egresada de la Universidad Autónoma de Chihuahua, logrando ser consejera universitaria y miembro de la Dirección de la Sociedad de Alumnos de la Facultad de Contabilidad y Administración. 
Es especialista en derecho laboral y organización sindical, con estudios en el Instituto de Formación de la Organización Internacional del Trabajo (OIT) en Turín, Italia, así como en la Universidad de los Trabajadores de América Latina (UTAL), en San Antonio de los Altos, Venezuela.

## Trayectoria profesional
Desde 1970 ha participado activamente como miembro del Frente Auténtico del Trabajo (FAT), siendo parte de la Coordinación Nacional en varios períodos, con cargos específicos en las áreas de Finanzas, Formación, Organización Nacional de Militantes y en el Sector Cooperativo y Empresas Autogestionarias. 
Asimismo, durante los años 90 fue cofundadora y coordinadora nacional de la Red Mexicana de Acción frente al Libre Comercio, donde advirtió que el Tratado de Libre Comercio de América del Norte (TLCAN) traería una paulatina pérdida de la soberanía del país y los derechos laborales.

## Trayectoria política

### Contralora General del Distrito Federal (2000-2006)
En el año 2000, Andrés Manuel López Obrador la designó como contralora general del Distrito Federal, realizando un trabajo específico en la estrategia anticorrupción. Tras los polémicos resultados en la elección presidencial de 2006, colaboró con López Obrador como secretaria de trabajo, experiencia que la llevó a realizar activismo social y conciencia política a lo largo del país y especialmente en el Estado de Chihuahua. En el 2012, López Obrador la incluyó en su propuesta de gabinete para asumir la titularidad de la Secretaría de Honestidad y Combate a la Corrupción en caso de ganar las elecciones presidenciales aquel año.

### Secretaria general de Morena (2012-2015)
A partir del 20 de noviembre de 2012, Luján fungió como titular de la Secretaría General de Morena durante la dirigencia nacional de Martí Batres Guadarrama, cargo que desempeñó hasta 2015, en ese mismo año participa como candidata a Jefa Delegacional de Coyoacán en la Ciudad de México, quedando segunda con el 22.76% de los votos, por detrás del candidato del Partido de la Revolución Democrática, José Valentín Maldonado Salgado quien fue electo jefe delegacional con el 25.05%. 

### Diputada de la asamblea constituyente de la Ciudad de México (2016-2017)
En 2016 funge como diputada local plurinominal en la Asamblea Constituyente de la Ciudad de México que le daría vida a la Primera Constitución Política de la Ciudad, donde se establecería los lineamientos para proporcionarle a la ciudad mayor autonomía en ciertos rubros. 

### Presidenta del consejo nacional de Morena (2015-2022)
De 2015 a 2022 se desempeñó como Presidenta del Consejo Nacional de Morena, durante las dirigencias de Andrés Manuel López Obrador (2015-2017) Yeidckol Polevnsky (2017-2020) Alfonso Ramírez Cuellar (2020) y de Mario Delgado Carrillo (2020-2022), cargo que a partir de septiembre de 2022 ocuparía el gobernador de Sonora, Alfonso Durazo Montaño.